# Bernhard Larsson
Bernhard Larsson (n. 14 august 1879, Örebro, Suedia – d. 1 august 1947, Stockholm, Suedia) a fost un trăgător de tir ce a reprezentat Suedia, medaliat olimpic. A participat la o ediție a Jocurilor Olimpice (1912) în care a câștigat o medalie de aur și o medalie de bronz.